# Strongylopus fuelleborni
Strongylopus fuelleborni är en groddjursart som beskrevs av Fritz Nieden 1911. Strongylopus fuelleborni ingår i släktet Strongylopus och familjen Pyxicephalidae. IUCN kategoriserar arten globalt som livskraftig. Inga underarter finns listade i Catalogue of Life.